# Orjol (1902)
Orjol (rusky Орёл, česky „Orel“) byla jedna z bitevních lodí třídy Borodino (predreadnought) postavených pro ruské carské námořnictvo na začátku dvacátého století. Stavba probíhala v loděnici admirality v Petrohradu a dokončena byla v době vypuknutí rusko-japonské války v roce 1904. Přidělili ji k druhé eskadře tichooceánského loďstva a Dálný východ byla poslána několik měsíců po dokončení, aby prolomila japonskou blokádu Port Arthuru. Japonci nicméně přístav dobyli v době, kdy byla eskadra na cestě, a cíl ruských lodí se tak změnil na Vladivostok. Během bitvy u Cušimy v květnu 1905 byla těžce poškozena japonskou palbou a japonským silám se vzdala.  
V letech 1905–1907 ji Japonci opravili a uvedli do služby pod jménem Iwami (石見). V roce 1912 byla japonským císařským námořnictvem překlasifikována na loď pobřežní obrany. Na začátku první světové války se zúčastnila bitvy o Čching-tao a podporovala japonská vojska, která přistála na Sibiři v roce 1918 během ruské občanské války. Od září 1921 Iwami sloužila jako cvičná loď, v roce 1922 byla odzbrojena, aby splnila podmínky Washingtonská námořní smlouvy, a o dva roky později potopena jako cvičný cíl.